# Deadwater
A Deadwater egy 2008-as amerikai akció-thriller, horror. A film Black Ops munkacímen is ismert. A filmet San Pedroban, Los Angelesben vették fel. A produkciót Panasonic HVX-200 HD kamerákkal vették fel.

## Történet
A nemrégiben nyugalmazott John Willets (Lance Henriksen) visszatér egy kommandós ügyet megoldani a Perzsa-öbölben lévő hadihajóra, ám egy láthatatlan erő megöli a fedélzeten tartózkodókat.